# جامعة نواكشوط العصرية
جامعة نواكشوط العصرية (جامعة نواكشوط سابقا) هي جامعة حكومية تأسست سنة 1981 ويقع حرمها الجامعي الجديد في شمال غرب مدينة نواكشوط، عاصمة موريتانيا.
في يوليو 2016 دمجت جامعة نواكشوط وجامعة العلوم والتكنولوجيا والطب تحت مسمى جامعة نواكشوط العصرية، وتضم حاليا 5 مؤسسات يدرس بها أكثر من 12000 طالب مسجل.

## كليات الجامعة
تتوزع المؤسسات الخمس على أربع كليات ومعهد :
- كلية الآداب والعلوم الإنسانية (1981)
- كلية العلوم والتقنيات (1993)
- كلية العلوم القانونية الاقتصادية (1981)
- كلية الطب (2006)
- المعهد الجامعي المهني (2010)

بالإضافة إلى مركز لتدريس اللغات الحية، كما تضم 4 مختبرات للبحث العلمي و31 وحدة بحث.

## نظام التعليم
بدء من الموسم الدراسي 2008/2009 تم اعتماد إصلاح الليسانس-الماستر-الدكتوراه (LMD) كنظام تعليمي في الجامعة.

## وصلات خارجية
- موقع جامعة نواكشوط
- صفحة جامعة نواكشوط العصرية على موقع ResearchGate